# From Vienna with Art
From Vienna with Art è un album del quintetto guidato da Art Farmer con il sassofonista Jimmy Heath, pubblicato dalla MPS Records nel 1970. I brani furono registrati il 7 settembre 1970 al MPS-Studio di Villingen, Foresta Nera (Germania).

## Tracce
Lato A
1. Cascavelo – 8:25 (Horst Mühlbradt)
2. The Day After – 6:22 (Tom McIntosh)
3. Con-Fab – 4:28 (Art Farmer, Jimmy Heath)

Lato B
1. Tha Gap Sealer – 6:34 (Jimmy Heath)
2. Cocodrilo – 5:34 (Robert Politzer)
3. Whole Tone Stomp – 4:32 (Fritz Pauer)

## Musicisti
- Art Farmer - flicorno
- Jimmy Heath - sassofono tenore, sassofono soprano, flauto
- Fritz Pauer - pianoforte
- Jimmy Woode - contrabbasso
- Erich Bachträgl - batteria